# Luxémont-et-Villotte
Luxémont-et-Villotte és un municipi francès, situat al departament del Marne i a la regió del Gran Est. L'any 2007 tenia 495 habitants.

## Demografia

### Població
El 2007 la població de fet de Luxémont-et-Villotte era de 495 persones. Hi havia 182 famílies, de les quals 24 eren unipersonals (16 homes vivint sols i 8 dones vivint soles), 63 parelles sense fills, 83 parelles amb fills i 12 famílies monoparentals amb fills.
La població ha evolucionat segons el següent gràfic:
Habitants censats

### Habitatges
El 2007 hi havia 186 habitatges, 181 eren l'habitatge principal de la família, 3 eren segones residències i 2 estaven desocupats. Tots els 185 habitatges eren cases. Dels 181 habitatges principals, 150 estaven ocupats pels seus propietaris, 30 estaven llogats i ocupats pels llogaters i 2 estaven cedits a títol gratuït; 2 tenien dues cambres, 6 en tenien tres, 59 en tenien quatre i 114 en tenien cinc o més. 148 habitatges disposaven pel capbaix d'una plaça de pàrquing. A 68 habitatges hi havia un automòbil i a 106 n'hi havia dos o més.

### Piràmide de població
La piràmide de població per edats i sexe el 2009 era:
| Homes | Edats   | Dones |
| ----- | ------- | ----- |
| 0     | 95 o +  | 0     |
| 0     | 90 a 94 | 0     |
| 0     | 85 a 89 | 4     |
| 0     | 80 a 84 | 4     |
| 0     | 75 a 79 | 4     |
| 4     | 70 a 74 | 0     |
| 12    | 65 a 69 | 12    |
| 16    | 60 a 64 | 12    |
| 16    | 55 a 59 | 16    |
| 32    | 50 a 54 | 32    |
| 16    | 45 a 49 | 16    |
| 16    | 40 a 44 | 20    |
| 12    | 35 a 39 | 16    |
| 16    | 30 a 34 | 4     |
| 16    | 25 a 29 | 16    |
| 4     | 20 a 24 | 16    |
| 28    | 15 a 19 | 12    |
| 12    | 10 a 14 | 0     |
| 12    | 5 a 9   | 8     |
| 12    | 0 a 4   | 8     |

## Economia
El 2007 la població en edat de treballar era de 339 persones, 222 eren actives i 117 eren inactives. De les 222 persones actives 205 estaven ocupades (115 homes i 90 dones) i 17 estaven aturades (8 homes i 9 dones). De les 117 persones inactives 52 estaven jubilades, 39 estaven estudiant i 26 estaven classificades com a «altres inactius».

### Ingressos
El 2009 a Luxémont-et-Villotte hi havia 183 unitats fiscals que integraven 485 persones, la mediana anual d'ingressos fiscals per persona era de 19.236 €.

### Activitats econòmiques
Dels 27 establiments que hi havia el 2007, 1 era d'una empresa extractiva, 3 d'empreses de construcció, 6 d'empreses de comerç i reparació d'automòbils, 7 d'empreses de transport, 2 d'empreses d'hostatgeria i restauració, 1 d'una empresa d'informació i comunicació, 4 d'empreses de serveis i 3 d'empreses classificades com a «altres activitats de serveis».
Dels 5 establiments de servei als particulars que hi havia el 2009, 1 era un taller de reparació d'automòbils i de material agrícola, 2 paletes, 1 lampisteria i 1 perruqueria.
L'únic establiment comercial que hi havia el 2009 era una peixateria.
L'any 2000 a Luxémont-et-Villotte hi havia 8 explotacions agrícoles.

## Equipaments sanitaris i escolars
El 2009 hi havia una escola elemental.

## Poblacions més properes
El següent diagrama mostra les poblacions més properes.